# مین ماشین (فیلم)
ماشین مین (به انگلیسی: Mean Machine) یک فیلم کمدی ورزشی بریتانیایی محصول سال ۲۰۰۱ به کارگردانی بری اسکولنیک است. این فیلم اقتباسی از فیلم آمریکایی طولانی‌ترین فاصله محصول ۱۹۷۴ است که به جای فوتبال آمریکایی، فوتبال انجمنی را نشان می‌دهد. از بازیگران معروف این فیلم می‌توان به وینی جونز، جیسون استاتهام و جیسون فلمینگ اشاره کرد.

## خلاصه داستان
داستان فیلم دربارهٔ یک فوتبالیست مشهور تیم ملی انگلیس (وینی جونز) است که از حضور در فوتبال منع و به سه سال زندان محکوم می‌شود. رئیس زندان به او پیشنهاد تشکیل یک تیم، متشکل از زندانیان را می‌دهد تا با نگهبانان زندان مسابقه دهند که در صورتی پیروزی می‌توانند از زندان آزاد شوند.